# Weston County
Weston County är ett administrativt område i delstaten Wyoming, USA, med 7 208 invånare. Den administrativa huvudorten (county seat) och största staden är Newcastle, där omkring hälften av countyts befolkning bor.

## Geografi
Enligt United States Census Bureau har countyt en total area på 6 216 km². 6 211 km² av den arean är land och 5 km² är vatten. Bergsområdet Black Hills ligger till en mindre del i countyt.

### Angränsande countyn
- Crook County, Wyoming - nord
- Lawrence County, South Dakota - nordöst
- Pennington County, South Dakota - öst
- Custer County, South Dakota - sydöst
- Niobrara County, Wyoming - syd
- Converse County, Wyoming - sydväst
- Campbell County, Wyoming - väst

### Naturreservat
Black Hills National Forest och Thunder Basin National Grassland ligger delvis i Weston County.

## Orter
Invånarantal vid 2010 års folkräkning anges inom parentes.

### Större stad (City)
- Newcastle (3 532), huvudort

### Mindre stad (Town)
- Upton (1 100)

### Census-designated places
En census-designated place är en ort som saknar kommunalt självstyre och administreras av countyt.
- Hill View Heights (170)
- Osage (208)

### Övriga mindre orter
- Clareton
- Four Corners